# Johann Baptista Renard
Johann Baptista Graaf Renard (? - rond 1770) was een Duits aristocraat en militair. Hij wordt in 1750 vermeld als generaal der Cavalerie in dienst van de koning van Polen en keurvorst van Saksen.
De familie was in Gdańsk (toen nog Danzig) als Reinhard bekend. Nadat de familie in Warschau ging wonen werd dat verpoolst tot Réjnard en dat werd Renard (hetgeen Frans klinkt maar niet op Franse afstamming duidt).
Johann Baptist (of Baptista) Renard werd in 1720 in de Poolse adel opgenomen als baron of Freiherr. In 1741-1742 volgde de grafelijke stand. De familie verwierf het leengoed Dorfteschen bij Olmütz.
1737 was generaal Renard een van de ridders in de tweede serie benoemingen in de Pools-Saksische Militaire Orde van Sint-Hendrik. Zijn graf op het Innere Katholische Friedhof in Dresden is van groot kunsthistorisch belang.